# Рамонье
Рамонье — село в Аннинском районе Воронежской области.
Административный центр Рамоньского сельского поселения.

## Население
| 1859 | 1897  | 2000  | 2005  | 2010 |
| ---- | ----- | ----- | ----- | ---- |
| 1848 | ↗2525 | ↘1272 | ↘1094 | ↘864 |

## География

### Улицы
| - ул. Будённого, - ул. Дорожная, - ул. Карла Маркса, - ул. Кузнечная, - ул. Ленинская, - ул. Лесная, - ул. Полевая, - ул. Пролетарская, | - ул. Садовая, - ул. Свобода, - ул. Советская, - ул. Тенистая, - ул. Центральная, - пер. Первомайский, - пер. Школьный. |